# Gynoplistia attrita
Gynoplistia attrita là một loài ruồi trong họ Limoniidae. Chúng phân bố ở miền Australasia.